# Ruine Alt-Ehrenfels
Die Ruine Alt-Ehrenfels, auch Ehrenfels genannt, ist die Ruine einer Höhenburg auf 610 m ü. NN am Ausgang des Schweiftals, 2100 Meter westlich der Stadt Hayingen bei dem Schloss Ehrenfels im Landkreis Reutlingen in Baden-Württemberg. 
Die Burg wurde im 13. Jahrhundert von den Herren von Ehrenfels erbaut, 1257 wurde ein Anselm von Ehrenfels erwähnt. Spätere Besitzer der Burg waren die Herren von Gundelfingen. Da die Burg später Räubern als Unterschlupf diente, wurde sie 1516 von Truppen des Klosters Zwiefalten zerstört. Von der ehemaligen Burganlage ist noch der Rest eines auf einer Schildmauer aufgesetzten runden Bergfrieds mit einem Durchmesser von 7 Meter erhalten sowie geringe Reste eines Halsgrabens.